# إدارة ألتا فيراباز
إدارة ألتا فيراباز (بالإنجليزية: Alta Verapaz Department)‏  هي من  إدارات غواتيمالا، تتبع غواتيمالا، بلغ عدد سكانها 1112781 نسمة، في 2014، عاصمتها كوبان، غواتيمالا، تبلغ مساحتها 8686 كيلومتر مربع.